# 20p
20p es el nombre de un concurso de televisión producido por Gestmusic que se emitió, de lunes a viernes por la tarde, en la cadena de televisión española Cuatro y es presentado por Josep Lobató con la colaboración del experto Carlos Blanco y la robot Pe.
La mecánica del juego es muy sencilla y asequible a todos los públicos y consiste en adivinar un determinado concepto a través de un máximo de veinte pistas o características relacionadas con él. Los concursantes son dos personas del público, escogidas a través de una sencilla prueba, que compiten entre sí y, a su vez, contra un robot que tratará de evitar que cumplan con éxito su misión. 
La Pe está dotada de una amplia base de datos con miles de conceptos y a través de algoritmos matemáticos (Inteligencia artificial) va descartando todas las opciones posibles con el fin de llegar antes que los concursantes a la solución final. Los continuos comentarios despectivos, hirientes e insultantes de la máquina constituyen una dificultad añadida para que los concursantes humanos no lleguen a conseguir adivinar el concepto oculto. Este programa se basaba en este juego en línea, tal como figuraba en los créditos del final.

## Audiencias
| Temporada | Temporada | Episodios | Estreno             | Final               | Audiencia media | Audiencia media | Audiencia media |
| Temporada | Temporada | Episodios | Estreno             | Final               | Espectadores    | Cuota           |                 |
| --------- | --------- | --------- | ------------------- | ------------------- | --------------- | --------------- | --------------- |
|           | 1         | 81        | 30 de marzo de 2009 | 24 de julio de 2009 | 480 000         | 6,2%            |                 |

| Programas emitidos. (Evolución semanal) | Programas emitidos. (Evolución semanal) | Programas emitidos. (Evolución semanal) | Programas emitidos. (Evolución semanal) |
| Capítulo                                | Fecha de emisión                        | Espectadores                            | Share                                   |
| --------------------------------------- | --------------------------------------- | --------------------------------------- | --------------------------------------- |
| 01                                      | 30 de marzo de 2009                     | 552.000                                 | 5,9%                                    |
| 02                                      | 31 de marzo de 2009                     | 481.000                                 | 5,4%                                    |
| 03                                      | 1 de abril de 2009                      | 504.000                                 | 5,9%                                    |
| 04                                      | 2 de abril de 2009                      | 386.000                                 | 4,6%                                    |
| 05                                      | 3 de abril de 2009                      | 489.000                                 | 6,1%                                    |
| 06                                      | 6 de abril de 2009                      | 563.000                                 | 6,9%                                    |
| 07                                      | 7 de abril de 2009                      | 543.000                                 | 6,3%                                    |
| 08                                      | 8 de abril de 2009                      | 492.000                                 | 6,5%                                    |
| 09                                      | 13 de abril de 2009                     | 493.000                                 | 5,7%                                    |
| 10                                      | 14 de abril de 2009                     | 685.000                                 | 7,7%                                    |
| 11                                      | 15 de abril de 2009                     | 624.000                                 | 7,0%                                    |
| 12                                      | 16 de abril de 2009                     | 606.000                                 | 7,0%                                    |
| 13                                      | 17 de abril de 2009                     | 462.000                                 | 5,4%                                    |
| 14                                      | 20 de abril de 2009                     | 435.000                                 | 5,1%                                    |
| 15                                      | 21 de abril de 2009                     | 508.000                                 | 6,5%                                    |
| 16                                      | 22 de abril de 2009                     | 516.000                                 | 6,9%                                    |
| 17                                      | 23 de abril de 2009                     | 473.000                                 | 6,3%                                    |
| 18                                      | 24 de abril de 2009                     | 441.000                                 | 5,7%                                    |
| 19                                      | 27 de abril de 2009                     | 672.000                                 | 7,5%                                    |
| 20                                      | 28 de abril de 2009                     | 598.000                                 | 7,1%                                    |
| 21                                      | 29 de abril de 2009                     | 558.000                                 | 7,0%                                    |
| 22                                      | 30 de abril de 2009                     | 528.000                                 | 6,8%                                    |
| 23                                      | 4 de mayo de 2009                       | 551.000                                 | 6,8%                                    |
| 24                                      | 5 de mayo de 2009                       | 569.000                                 | 7,3%                                    |
| 25                                      | 6 de mayo de 2009                       | 469.000                                 | 6,4%                                    |
| 26                                      | 7 de mayo de 2009                       | 457.000                                 | 6,0%                                    |
| 27                                      | 8 de mayo de 2009                       | 504.000                                 | 6,8%                                    |
| 28                                      | 11 de mayo de 2009                      | 573.000                                 | 7,1%                                    |
| 29                                      | 12 de mayo de 2009                      | 524.000                                 | 6,7%                                    |
| 30                                      | 13 de mayo de 2009                      | 574.000                                 | 7,1%                                    |
| 31                                      | 14 de mayo de 2009                      | 596.000                                 | 7,3%                                    |
| 32                                      | 15 de mayo de 2009                      | 473.000                                 | 6,4%                                    |
| 33                                      | 18 de mayo de 2009                      | 424.000                                 | 5,4%                                    |
| 34                                      | 19 de mayo de 2009                      | 434.000                                 | 5,9%                                    |
| 35                                      | 20 de mayo de 2009                      | 453.000                                 | 6,0%                                    |
| 36                                      | 21 de mayo de 2009                      | 463.000                                 | 6,1%                                    |
| 37                                      | 22 de mayo de 2009                      | 383.000                                 | 5,2%                                    |
| 38                                      | 25 de mayo de 2009                      | 456.000                                 | 5,5%                                    |
| 39                                      | 26 de mayo de 2009                      | 461.000                                 | 6,1%                                    |
| 40                                      | 27 de mayo de 2009                      | 457.000                                 | 5,8%                                    |
| 41                                      | 28 de mayo de 2009                      | 493.000                                 | 6,4%                                    |
| 42                                      | 29 de mayo de 2009                      | 391.000                                 | 5,3%                                    |
| 43                                      | 1 de junio de 2009                      | 501.000                                 | 6,4%                                    |
| 44                                      | 2 de junio de 2009                      | 544.000                                 | 7,1%                                    |
| 45                                      | 3 de junio de 2009                      | 519.000                                 | 6,8%                                    |
| 46                                      | 4 de junio de 2009                      | 495.000                                 | 6,7%                                    |
| 47                                      | 5 de junio de 2009                      | 506.000                                 | 6,1%                                    |
| 48                                      | 8 de junio de 2009                      | 538.000                                 | 6,3%                                    |
| 49                                      | 9 de junio de 2009                      | 441.000                                 | 4,8%                                    |
| 50                                      | 10 de junio de 2009                     | 464.000                                 | 6,4%                                    |
| 51                                      | 11 de junio de 2009                     | 514.000                                 | 6,7%                                    |
| 52                                      | 12 de junio de 2009                     | 474.000                                 | 6,3%                                    |
| 53                                      | 15 de junio de 2009                     | 582.000                                 | 7,1%                                    |
| 54                                      | 16 de junio de 2009                     | 526.000                                 | 6,4%                                    |
| 55                                      | 17 de junio de 2009                     | 530.000                                 | 6,7%                                    |
| 56                                      | 18 de junio de 2009                     | 564.000                                 | 7,1%                                    |
| 57                                      | 19 de junio de 2009                     | 567.000                                 | 6,9%                                    |
| 58                                      | 22 de junio de 2009                     | 476.000                                 | 6,1%                                    |
| 59                                      | 23 de junio de 2009                     | 557.000                                 | 7,2%                                    |
| 60                                      | 24 de junio de 2009                     | 529.000                                 | 6,6%                                    |
| 61                                      | 25 de junio de 2009                     | 519.000                                 | 6,9%                                    |
| 62                                      | 26 de junio de 2009                     | 468.000                                 | 6,1%                                    |
| 63                                      | 29 de junio de 2009                     | 429.000                                 | 5,5%                                    |
| 64                                      | 30 de junio de 2009                     | 481.000                                 | 6,3%                                    |
| 65                                      | 1 de julio de 2009                      | 530.000                                 | 6,9%                                    |
| 66                                      | 2 de julio de 2009                      | 396.000                                 | 5,2%                                    |
| 67                                      | 3 de julio de 2009                      | 371.000                                 | 5,1%                                    |
| 68                                      | 6 de julio de 2009                      | 429.000                                 | 5,4%                                    |
| 69                                      | 8 de julio de 2009                      | 375.000                                 | 5,1%                                    |
| 70                                      | 9 de julio de 2009                      | 389.000                                 | 5,2%                                    |
| 71                                      | 10 de julio de 2009                     | 417.000                                 | 6,2%                                    |
| 72                                      | 13 de julio de 2009                     | 387.000                                 | 5,1%                                    |
| 73                                      | 14 de julio de 2009                     | 394.000                                 | 5,2%                                    |
| 74                                      | 15 de julio de 2009                     | 411.000                                 | 5,6%                                    |
| 75                                      | 16 de julio de 2009                     | 392.000                                 | 5,6%                                    |
| 76                                      | 17 de julio de 2009                     | 373.000                                 | 5,1%                                    |
| 77                                      | 20 de julio de 2009                     | 383.000                                 | 5,2%                                    |
| 78                                      | 21 de julio de 2009                     | 452.000                                 | 6,1%                                    |
| 79                                      | 22 de julio de 2009                     | 417.000                                 | 5,4%                                    |
| 80                                      | 23 de julio de 2009                     | 384.000                                 | 5,0%                                    |
| 81                                      | 24 de julio de 2009                     | 413.000                                 | 5,7%                                    |